# H.V. Porter
Henry Van Arsdale Porter, noto anche come H. V. Porter (Spring Lake Township, 2 ottobre 1891 – St. Petersburg, 27 ottobre 1975), è stato un dirigente sportivo e inventore statunitense, membro del Naismith Memorial Basketball Hall of Fame dal 1960 in qualità di contributore.

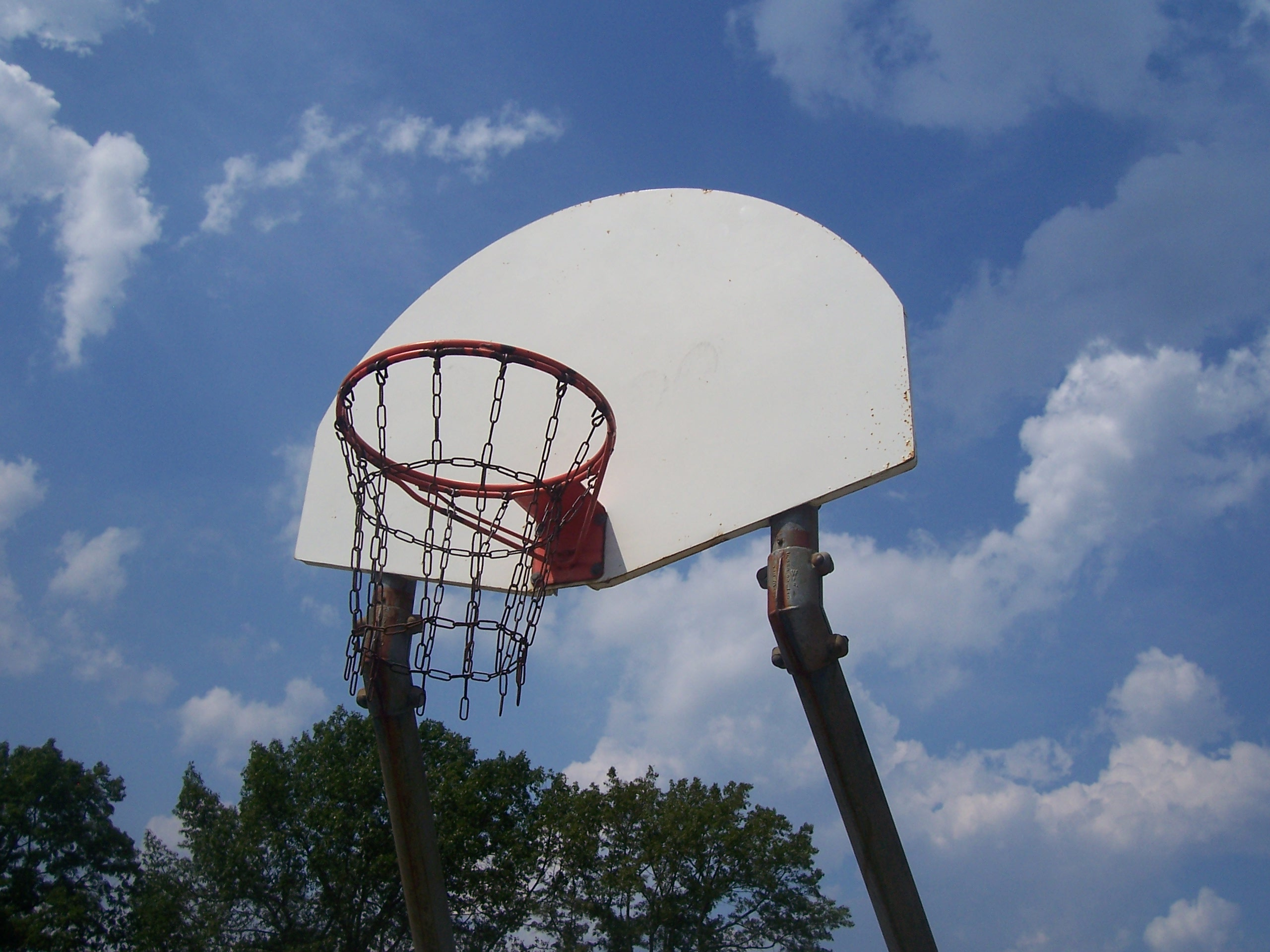
Il tabellone a ventaglio, ideato nel 1933 da Porter

Dal 1913 al 1928 fu direttore atletico in diverse high school dell'Illinois. Nel 1933 ideò il tabellone a forma di ventaglio, poi divenuto molto popolare e adottato ufficialmente nelle high school dagli anni quaranta fino agli anni novanta.
Nel 1935 brevettò l'attuale pallone da gioco (realizzandolo in cuoio), con la circonferenza dalle dimensioni di 29,5 inches (74,93 cm.), che andò a sostituire il pallone in pelle di 32 inches (81,28 cm.).
Nel corso degli anni trenta, insieme con Oswald Tower, si adoperò per sviluppare a armonizzare le regole della pallacanestro a livello di high school. Nel 1936 pubblicò il primo libro ufficiale sulle regole del gioco della National Federation of State High School Athletic Association (NFSHSAA), associazione di cui fu segretario esecutivo dal 1940 fino al 1958; in seguito realizzò altri manuali, anche con l'assistenza di Phog Allen.